# Micrococca beddomei
Micrococca beddomei är en törelväxtart som först beskrevs av Joseph Dalton Hooker, och fick sitt nu gällande namn av David Prain. Micrococca beddomei ingår i släktet Micrococca och familjen törelväxter. Inga underarter finns listade i Catalogue of Life.